# Catalán de Baleares

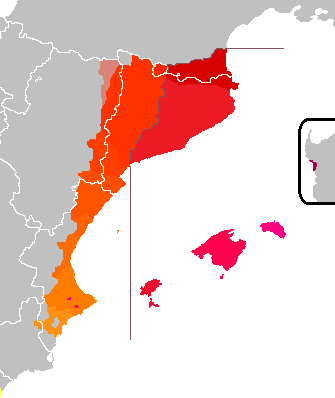
Variantes dialectales del idioma catalán.
Las variedades baleares se muestran en tonos magentas.

Se denomina balear o catalán balear (en catalán: català balear) a la familia de dialectos del catalán que se hablan en las islas Baleares. Los subdialectos que la forman son el mallorquín (mallorquí) en Mallorca, el menorquín (menorquí) en la isla de Menorca, y el ibicenco (eivissenc) en las Pitiusas (Illes Pitiüses) formadas por Ibiza (Eivissa) y Formentera.

## Antecedentes
La lengua catalana fue llevada por habitantes provenientes del Rosellón y el Ampurdán [cita requerida] en los tiempos de la conquista de Mallorca, por la cual, se conservan características dialectales emparentadas con variantes de dichas zonas. Sin embargo, el hecho de que el archipiélago balear, por su posición estratégica en el Mediterráneo, se convirtiera en centro comercial y en puente de la expansión de la Corona de Aragón, colaboró con préstamos léxicos tomados de otros idiomas, como el francés, el italiano, el occitano y el griego. Por otro lado, el dominio británico del siglo XVIII sobre Menorca, introdujo algunas palabras de origen inglés como: xoc (chalk: “tiza”), escrú (screw: “tornillo”), etc.
A partir de los siglos XVIII y XIX, en algunas obras de autores ajenos a la comunidad idiomática catalanófona, se consideraba al balear como lengua independiente y no variante del catalán.

## Variedades
Existen dialectos dentro del catalán balear, recogidos dentro del siguiente cuadro:

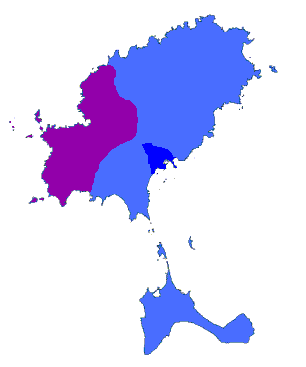
Ibicenco     Ibicenco occidental     Ibicenco oriental     Ibicenco urbano
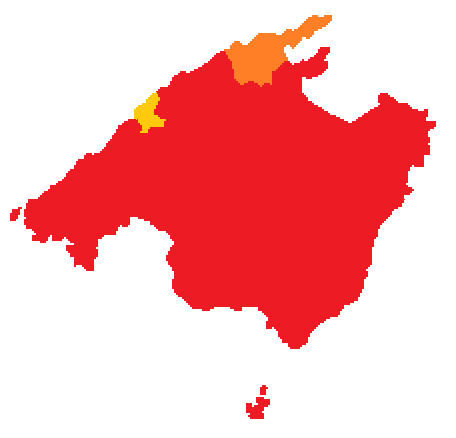
Mallorquín     Variedad mayoritaria     Mallorquín pollencino     Mallorquín sollerico
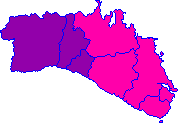
Menorquín     Menorquín occidental     Menorquín oriental

## Características
La modalidad balear posee las características generales de este bloque dialectal y éstas son diferentes en función del subdialecto correspondiente. Sin embargo, las más comunes son:
- Fonética:
  - En las combinaciones de verbo+pronombre átono, el acento prosódico recae en este último elemento, excepto en ibicenco. Por ejemplo, comprar-ne tendría "-ne" como sílaba tónica.
  - Las palabras esdrújulas, en partes de Mallorca e Ibiza, acabadas en -ia pierden la "a". Por ejemplo, glòria se pronunciaría glòri.
  - Yodización tradicional. Ausencia de yeísmo excepto en los hablantes más castellanizados.
  - Distinción de v y b, pronunciándose [v] la primera y [b] la segunda.
  - Elisión sistemática de -r final de palabra (en Cataluña es solo parcial).[8]
  - Pérdida de la ll entre vocales. Por ejemplo, collir se pronunciaría como coir, o ulleres como ueres.

- Morfosintaxis:
  - Uso general del artículo salado, exceptuando el pueblo de Pollensa. Su forma general es es/sa, es/ses y s' delante de vocal o hache, pero según el subdialecto puede adoptar también las formas so (masc. sing.) o ets (masc. plural). Los ámbitos de uso del artículo salado y del artículo normal (el/la, els/les, l' ) dependen también del subdialecto. Aunque en general, se usa el artículo normal delante de palabras que se consideran únicas, como Cielo (paraíso en religión), Demonio, mar... y delante de las horas. Por ejemplo, es cel se refiere al firmamento y el Cel se refiere al paraíso donde van los fallecidos si lo merecen.
  - Uso del artículo personal en/na, n' delante de nombres propios de persona.
  - Morfema cero en la primera persona del singular del presente de indicativo. Por ejemplo, lo que en catalán central sería jo canto (yo canto) se dice "jo cant".
  - En los verbos de la primera conjugación (acabados en -ar), las formas del plural de primera y segunda persona se hacen con -am, -au. Por ejemplo, cantam (cantamos), cantau (cantáis).
  - En los verbos de la primera conjugación (acabados en -ar), el pretérito imperfecto de subjuntivo se hace con -a-, es decir, cantàs, cantassis... Aunque hoy en día se ha extendido también las formas catalanas con e y en muchos sitios se usan ambas con normalidad.
  - En la combinación de dos o más pronombres átonos precediendo a una forma verbal, si uno es de complemento directo (CD) y tiene la forma el, la, etc. y otro es de complemento indirecto (CI), y tiene la forma me, te, etc., aparece primero el pronombre de CD. Ejemplos: la me dóna (me la da), el se menja (se lo come).
- Léxico:
  - Gran cantidad de léxico propio, sobre todo arcaísmos conservados por el aislamiento de las islas y las distintas influencias lingüísticas que las han bañado. El léxico varía bastante dependiendo del subdialecto. Ejemplos: al·lot por noi (chico), moix por gat (gato), besada por petó (beso), ca por gos (perro) o rata-pinyada por rat-penat (murciélago).

## Situación sociolingüística
El catalán es la lengua propia de las Islas Baleares (así definida en su Estatuto de Autonomía) y cooficial, junto al castellano, por serlo ésta en toda España. El caso balear es parecido al de Cataluña, ya que aquí el factor principal en la expansión del castellano ha sido la inmigración, en mucha mayor medida que la sustitución lingüística. 
La situación sociolingüística del catalán en las islas Baleares es diferente según la isla y la zona, en Menorca y en la mayor parte de Mallorca, en la Parte Foránea, es donde más se habla el catalán, y en Palma y en Ibiza es donde menos se habla. Además, en las zonas turísticas, se hablan el inglés y el alemán. Aunque con menos impacto, el italiano es también un idioma frecuente, sobre todo en Formentera, que cuenta con un alto índice de turismo de esa nacionalidad.
De acuerdo con los datos del censo del Instituto de Estadística de las Islas Baleares de 2001 y los datos sociolingüísticos del IEC de 2002, con respecto al catalán la población se distribuiría de la siguiente manera: sabe hablarlo el 74,6 %, lo entiende el 93,1 %, sabe leerlo el 79,6 %, sabe escribirlo el 46,9 %. Por su parte, según una encuesta realizada en 2003 por la Secretaría de Política Lingüística, de los 1 113 114 habitantes de Baleares lo entienden 749 100 (el 93,1 %), lo saben hablar 600 500 (el 74,6 %), y es la lengua habitual para 404 800 personas (el 45,7 %).
| Conocimiento                     | Personas | Porcentaje |
| -------------------------------- | -------- | ---------- |
| Lo entiende                      | 749 100  | 93,1 %     |
| Lo sabe hablar                   | 600 500  | 74,6 %     |
| Lo sabe leer                     | 640 700  | 79,6 %     |
| Lo sabe escribir                 | 377 200  | 46,9 %     |
| Población total mayor de 15 años | 804 800  | -          |

| Año   | Lengua habitual | Lengua habitual |         | Lengua inicial | Lengua inicial |
| Año   | Español         | Catalán         | Español | Catalán        |                |
| ----- | --------------- | --------------- | ------- | -------------- | -------------- |
| 2004  | n/d             | 45,0 %          | n/d     | 42,6 %         |                |
| 2010  | 52,5 %          | 41,8 %          | 45,9 %  | 36,1 %         |                |
| 2014  | 49,9 %          | 36,8 %          | 48,6 %  | 37,9 %         |                |
| 2021* | 68,2 %          | 38,9 %          | 59,3 %  | 33,2 %         |                |

*Lengua habitual en familia.